# Margaret Kennedy (scenartist)
Margaret Kennedy, född okänt år, död 23 januari 1793 i Bayswater, var en brittisk sångerska (kontraalt) och skådespelare. Hon hade en framgångsrik karriär i London mellan 1776 och 1789 och var särskilt känd för sina roller i operor av Thomas Arne samt i mansroller.